# Ледерхосе (Тирингија)
Ледерхосе (њем. Lederhose) општина је у њемачкој савезној држави Тирингија. Једно је од 61 општинског средишта округа Грајц. Према процјени из 2010. у општини је живјело 288 становника. Посједује регионалну шифру (AGS) 16076042.

## Географски и демографски подаци
Ледерхосе се налази у савезној држави Тирингија у округу Грајц. Општина се налази на надморској висини од 345 метара. Површина општине износи 4,8 km². У самом мјесту је, према процјени из 2010. године, живјело 288 становника. Просјечна густина становништва износи 60 становника/km².